# Porto (ort i Brasilien, Piauí, Porto, lat -3,89, long -42,71)
Porto är en ort i Brasilien.   Den ligger i kommunen Porto och delstaten Piauí, i den nordöstra delen av landet, 1 400 km norr om huvudstaden Brasília. Porto ligger 40 meter över havet och antalet invånare är 6 535.
Terrängen runt Porto är platt, och sluttar norrut. Runt Porto är det ganska glesbefolkat, med 35 invånare per kvadratkilometer.. Det finns inga andra samhällen i närheten. 
Omgivningarna runt Porto är huvudsakligen savann.